# Saint-Michel, Pyrénées-Atlantiques
Saint-Michel (tiếng Basque: Eiheralarre) là một xã thuộc tỉnh Pyrénées-Atlantiques trong vùng Aquitaine miền tây nam nước Pháp.